# میرزا علی‌اکبر مجاهد
میرزا علی اکبر مجاهد از طلاب تبریز در عصر مظفرالدین شاه بود و به گفته احمد کسروی در کتاب "تاریخ مشروطه ایران" فردی تندخو بود . وی پس از ایجاد جنجال در تبریز به "مجاهد" شهرت یافت .

## آشفتگی تبریز در دوران وی
روزی این ملا در حال گذشتن از نزدیکی یک میخانه بود که یک ارمنی از سر مستی به او باده تعارف کرد و این اتفاق وی را برآشفت. پس به مدرسه علمیه رفته و دیگر طلاب را خبردار ساخت. میرزا حسن مجتهد، از علمای تبریز به همراه جمعی از طلاب و ملایان و بازرگانان به مسجد شاهزاده رفتند و اعتراضشان را علنی کردند . محمدعلی میرزا، ولیعهد و حاکم تبریز، خواسته‌هایشان را که عبارت بود از اخراج مسیو پریم - رئیس گمرک تبریز - و بستن مهمانخانه و میخانه‌ها و تعطیلی دبستان‌ها، به‌طور موقت برآورده کرد. ولی پس از آرامش شهر، محمدعلی میرزا تمامی دستوراتش را پس گرفته، میرزا حسن مجتهد را از شهر اخراج کرد .

## تأثیر ماجرا بر مشروطه ایران
این ماجرا از دستاویزها و علل ناخرسندی مردم و ملایان از امین السلطان - وزیر اعظم وقت - بوده‌است که سقوط نهایی‌اش موجب وزیر اعظمی عین الدوله گشت و اقدامات عین الدوله به نوعی، جرقه‌های نهایی جنبش مشروطه محسوب میشود.